# Přestanov
Přestanov è un comune della Repubblica Ceca facente parte del distretto di Ústí nad Labem, nella regione omonima.